# Masayuki Mori
Masayuki Mori (森 雅之 Mori Masayuki?, Sapporo, Hokkaidō, 13 de enero de 1911 – Tokio, 7 de octubre de 1973) fue un actor japonés, hijo del novelista Takeo Arishima. Mori apareció en muchas de las películas de Akira Kurosawa, como Rashōmon, El idiota y Los malos duermen bien. También protagonizó películas de Kenji Mizoguchi (Los cuentos de la luna pálida), Mikio Naruse (Nubes flotantes) y otros destacados directores.

## Filmografía seleccionada

### Películas
| Año  | Título                                          | Papel                              | Director                                         | Nota(s) |
| ---- | ----------------------------------------------- | ---------------------------------- | ------------------------------------------------ | ------- |
| 1945 | Los hombres que caminan sobre la cola del tigre | Kamei                              | Akira Kurosawa                                   |         |
| 1945 | La nueva leyenda del gran judo                  | Yoshima Dan                        | Akira Kurosawa                                   |         |
| 1946 | Los que construyen el porvenir                  | Seizō Hori                         | Akira Kurosawa, Hideo Sekigawa y Kajirō Yamamoto |         |
| 1947 | El baile en la casa Anjo                        | Masahiko Anjô                      | Kōzaburō Yoshimura                               |         |
| 1950 | Rashōmon                                        | Samurái sin nombre                 | Akira Kurosawa                                   |         |
| 1951 | El idiota                                       | Kinji Kameda                       | Akira Kurosawa                                   |         |
| 1951 | La dama de Musashino                            | Tadao Akiyama                      | Kenji Mizoguchi                                  |         |
| 1953 | Los cuentos de la luna pálida                   | Genjūrō                            | Kenji Mizoguchi                                  |         |
| 1953 | Hermano y hermana                               | Inokichi                           | Mikio Naruse                                     |         |
| 1953 | Carta de amor                                   | Reikichi Mayumi                    | Kinuyo Tanaka                                    |         |
| 1954 | Aru onna                                        | Sankichi Kuraji                    | Shirō Toyoda                                     |         |
| 1955 | Nubes flotantes                                 | Kengo Tomioka                      | Mikio Naruse                                     |         |
| 1955 | La emperatriz Yang Kwei-fei                     | Emperador Xuan Zong                | Kenji Mizoguchi                                  |         |
| 1955 | Kokoro                                          | Nobuchi                            | Kon Ichikawa                                     |         |
| 1955 | Pechos eternos                                  | Mori                               | Kinuyo Tanaka                                    |         |
| 1956 | Fûsen                                           | Haruki Murakami                    | Yuzo Kawashima                                   |         |
| 1957 | Una mujer indomable                             | El amante                          | Mikio Naruse                                     |         |
| 1957 | Elegía del norte                                | Setsuo Katsuragi                   | Heinosuke Gosho                                  |         |
| 1958 | Yoru no tsuzumi                                 | Miyaji                             | Tadashi Imai                                     |         |
| 1960 | Los canallas duermen en paz                     | Iwabuchi                           | Akira Kurosawa                                   |         |
| 1960 | Cuando una mujer sube la escalera               | Nobuhiko Fujisaki                  | Mikio Naruse                                     |         |
| 1960 | Otôto                                           | El padre                           | Kon Ichikawa                                     |         |
| 1960 | Hijas, esposas y una madre                      | Yuichiro Sakanishi                 | Mikio Naruse                                     |         |
| 1961 | Esposa y mujer                                  | Keijiro Kouno                      | Mikio Naruse                                     |         |
| 1963 | Bushido                                         | El señor Tambanokami Munemasa Hori | Tadashi Imai                                     |         |
| 1963 | Solo en el Pacífico                             | Padre del joven                    | Kon Ichikawa                                     |         |
| 1968 | Admirante Yamamoto                              | Fumimaro Konoe                     | Seiji Maruyama                                   | [ 1 ]   |
| 1970 | Zatoichi va a la fiesta del fuego               | El señor oscuro Yamikubo           | Kenji Misumi                                     |         |

### Televisión
| Año  | Título                | Papel                | Cadena | Nota(s)     |
| ---- | --------------------- | -------------------- | ------ | ----------- |
| 1962 | Takasebune            | Shōbei               | NTV    |             |
| 1968 | Ryōma ga Yuku         | Yoshida Tōyō         | NHK    | Taiga drama |
| 1970 | Mominoki wa Nokotta   | Date Aki             | NHK    | Taiga drama |
| 1972 | Shin Heike Monogatari | Fujiwara no Tadazane | NHK    | Taiga drama |